# Ballana latula
Ballana latula är en insektsart som beskrevs av Delong 1937. Ballana latula ingår i släktet Ballana och familjen dvärgstritar. Inga underarter finns listade i Catalogue of Life.